# Dieter Schaub
Dieter Schaub (* 6. November 1937 in Wesel) ist ein deutscher Unternehmer und Verleger.

## Leben
Dieter Schaub ist der Sohn des Verlegers Josef Schaub. 1964 übernahm er die Geschäftsführung des Verlagsunternehmens „Rheinpfalz“ Verlag und Druckerei-Gesellschaft mbH von seinem Vater Josef Schaub.
1986 wurde die „Rheinpfalz“ Verlag und Druckerei-Gesellschaft mbH in Medien Union GmbH Ludwigshafen umbenannt. 1994 übergab Schaub die Geschäftsführung an seinen Sohn Thomas Schaub und brachte seine Anteile in die nach seinem Vater benannte Vermögensverwaltungsgesellschaft Josef Schaub GbR ein.
2022 betrug das geschätzte Vermögen der „Familien Schaub, Lenk, Wipprecht, Resch und Nagel, Medien Union“ rund 600 Millionen Euro.